# شنشيلة (نموذج لغة)
الشنشيلة هي عائلة من نماذج اللغة الكبيرة التي طورها فريق البحث في ديب مَيند، وقدمت في آذار (مارس) 2022.